# Cincuenta y nueve
El cincuenta y nueve (59) es el número natural que sigue al cincuenta y ocho y precede al sesenta.

## Propiedades matemáticas
- Es el 17º número primo, después del 53 y antes del 61, con el cual son números primos gemelos.
- Es primo de la forma 4k+3, por lo que es primo gaussiano.
- Es un número primo de Pillai.
- Número primo fuerte

## Características
- 59 es el número atómico del praseodimio.
- El 59 recibe el nombre de "primo mariano" por coincidir con el número de cuentas del rosario católico